# Centistes
Centistes är ett släkte av steklar som beskrevs av Alexander Henry Haliday 1835. Centistes ingår i familjen bracksteklar.

## Bildgalleri

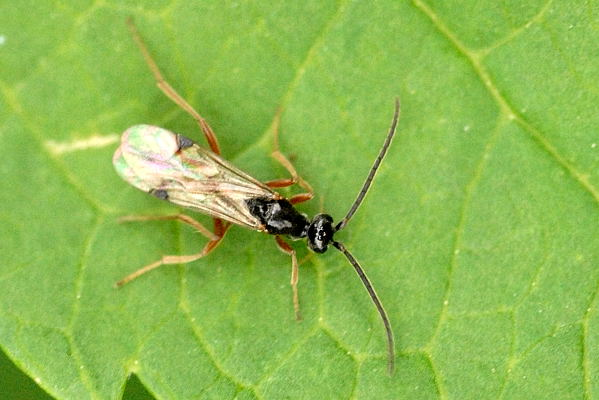
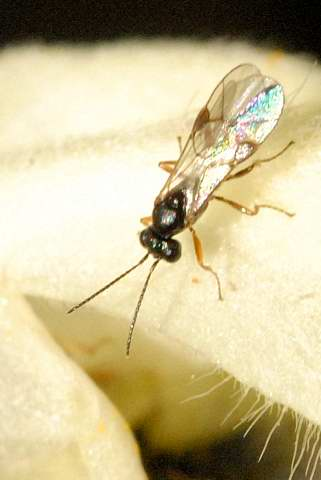
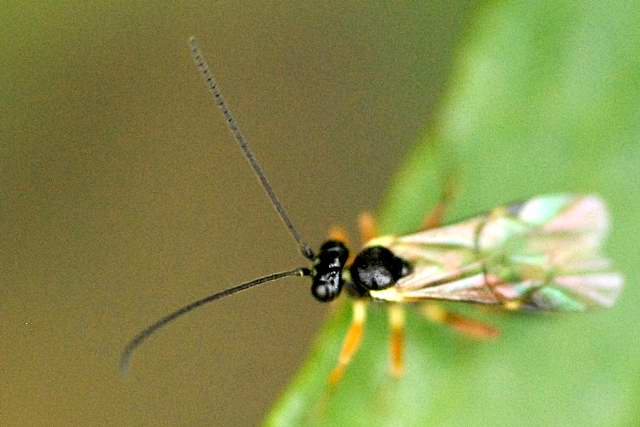

## Dottertaxa tillCentistes, i alfabetisk ordning[1][2]
- Centistes agilis
- Centistes aino
- Centistes antennalis
- Centistes ater
- Centistes brevitarsus
- Centistes carinatus
- Centistes chaetopygidium
- Centistes choui
- Centistes claripennis
- Centistes clavipes
- Centistes collaris
- Centistes convexitemporalis
- Centistes cuspidatus
- Centistes delusorius
- Centistes diabroticae
- Centistes dilatus
- Centistes distinguendus
- Centistes dmitrii
- Centistes edentatus
- Centistes epicaeri
- Centistes flavipes
- Centistes flavus
- Centistes fossulatus
- Centistes fulvicollis
- Centistes fuscipes
- Centistes gasseni
- Centistes guizhouensis
- Centistes indicus
- Centistes intermedius
- Centistes kaplanovi
- Centistes kurilensis
- Centistes laevis
- Centistes ludius
- Centistes malaisei
- Centistes manchzhuricus
- Centistes medythiae
- Centistes microvalvis
- Centistes minutus
- Centistes mucri
- Centistes muravievi
- Centistes nasutus
- Centistes ocularis
- Centistes odarka
- Centistes ophthalmicus
- Centistes parentalis
- Centistes paupella
- Centistes planivalvis
- Centistes pteropygidium
- Centistes pumilio
- Centistes punctatus
- Centistes rufithorax
- Centistes rufus
- Centistes scutellaris
- Centistes scymni
- Centistes semiruficus
- Centistes shufanus
- Centistes sinapis
- Centistes spasskensis
- Centistes splendidus
- Centistes striatus
- Centistes subsulcatus
- Centistes sylvicola
- Centistes tsherskii
- Centistes venyukovi
- Centistes xanthosceles
- Centistes yunnanus